# Diapangou
Diapangou ist sowohl eine Gemeinde (französisch commune rurale) als auch ein dasselbe Gebiet umfassendes Departement im westafrikanischen Staat Burkina Faso, in der Region Est und der Provinz Gourma. Die Gemeinde hat 26.457 Einwohner.